# Dimitrije Injac
Dimitrije "Dima" Injac (en serbe en écriture cyrillique : Димитpиje Ињaц), né le 12 août 1980 à Kikinda en Yougoslavie (auj. en Serbie), est un footballeur international serbe. Il occupait le poste de milieu défensif.

## Biographie
En 2006, Dimitrije Injac signe un contrat de quatre ans avec le Lech Poznań. Après avoir passé une année d'adaptation où il ne joue pas beaucoup, Injac s'impose dans le milieu de terrain de l'équipe qui se qualifie pour la Coupe UEFA. Leader défensif, il ne bouge pas de l’entre-jeu même si les entraîneurs se succèdent à la tête du club. Vainqueur de la Coupe de Pologne en 2009 et champion de Pologne la saison suivante, le Serbe joue plus de deux cents matches avec Poznań, un record pour un étranger. Il est même sélectionné en équipe de Serbie en 2011 et joue son premier match international contre Israël.
En 2012, à l'âge de trente-et-un ans, Dimitrije Injac arrive à la fin de son contrat, qui n'est pas prolongé par les dirigeants du Lech Poznań.

## Palmarès
Lech Poznań
- Champion de Pologne en 2010.
- Vainqueur de la Coupe de Pologne en 2009.